# 茅膏菜蚜
茅膏菜蚜（学名：Aphis droserae）为常蚜科蚜屬下的一个种。